# 七重奏曲 (サン＝サーンス)
七重奏曲（しちじゅうそうきょく、仏：Septuor）変ホ長調 作品65は、カミーユ・サン＝サーンスの室内楽曲である。

## 概要
サン＝サーンスの室内楽曲の中でも、その特異な編成によって知られる作品である。弦五部とピアノにトランペットを加えた編成は、サン＝サーンスの作品のみならず、室内楽曲のジャンル全体でも類例が容易に見つからないものである。そもそもトランペットが入った室内楽曲自体、この曲以前にはフンメルの「七重奏曲」作品114（編成：Pf、Fl、Cl、Trp、Va、Vc、Cb）の他に例を挙げるのは難しい。
この作品の被献呈者となる、数学者、アマチュア音楽家であったエミール・ルモワーヌが1867年が設立した室内楽協会「ラ・トロンペット（La Trompette）」のために書かれた作品で、弦楽器とピアノにトランペットを含む編成はルモワーヌからの要望であった。サン＝サーンスは当初この編成をからかい、ギターと13本のトロンボーンのための作品などを書いた方が良いとルモワーヌに伝えた。1879年12月29日にルモワーヌのもとへまず第1楽章のみが新年の贈り物として渡され、明くる1880年1月6日に初演された。サン＝サーンスは満足し、第1楽章の自筆譜に続くようにして残りの楽章が書き足され、ほぼ1年を経て同年12月28日に作曲者本人もピアノで参加して全楽章が初演された。完成した当初、曲名は『組曲』になる予定だったが、後に撤回され現在の『七重奏曲』になった。
この作品はバロックの形式を取り入れることにより、ベートーヴェンやシューマンなどのドイツの作曲家に影響を受けていた当時のフランスの室内楽の形式を意図的に破ろうとしていたとされている。作曲が短期間で行われたという理由もあるが、モチーフの展開の欠如や、単純な和音進行という面において形式的に整わない部分も散見される。当時としては革新的で、後の新古典主義にも影響を与えていると考えられている。
楽器法的には、トランペットの華麗な響きに対し、コントラバスを常にチェロに重ねる、あるいはピアノを協奏風に対置する、などの工夫を行っている。またそれだけでなく、弦を2倍にしたり弦楽合奏で弾くことも提案している。
演奏時間は約17分から18分。
作曲者による二台ピアノ用（第2、第4楽章のみ）およびピアノ三重奏用編曲、ガブリエル・フォーレによるピアノ連弾用編曲がある。

## 楽器編成
トランペット、ヴァイオリン2、ヴィオラ、チェロ、コントラバス、ピアノ

## 構成
4つの楽章からなる。楽章の表題はすべてフランス語。
- 第1楽章 "序"（Préambule） アレグロ・モデラート 変ホ長調 4分の4拍子
ピアノと弦のユニゾンに始まり、トランペットがすぐに変ホ長調を確立する。意気揚々と進む音楽がトランペットの「運命」リズムで断ち切られると、ピウ・アレグロとなりフガートが始まる。行進曲風のリズムやピアノのパッセージによって中断されながらもフガートは続き、変ホ長調の主和音を強調したコーダで終わる。
- 第2楽章 メヌエット（Menuet） モデラート 変ホ長調 4分の3拍子
きびきびとしたメヌエットで、後半部は各楽器が対位法的に絡み合う。トリオはピアノのアルペジオにのってトランペットと弦がなだらかに歌うが、ここでの旋律はフォーレの歌曲「秘密」作品23-3との関連が指摘されている。
- 第3楽章 間奏曲（Intermède） アンダンテ ハ短調 4分の4拍子
初演当初は「葬送行進曲」（Marche funèble）と呼ばれていた楽章。シューマンのピアノ五重奏曲第2楽章のパロディとも言われる。第1楽章にも登場したピアノの重いリズムに乗って、各楽器が憂鬱な旋律を歌い交わしていく。
- 第4楽章 ガヴォットとフィナーレ（Gavotte et final） アレグロ・ノン・トロッポ 変ホ長調 2分の2拍子
第3楽章の雰囲気を払拭する軽快なガヴォットは強拍と弱拍を混乱させるリズム法が特徴的で、中間部はトランペットの信号音形が主題となる。後半は第1楽章の主題を用いたピウ・アレグロのフガートで、行進曲リズムも登場する。最後は速度を上げてアニマートとなり、華々しく終わる。